# Угорсько-хорватська угода
Хорватсько-угорська угода 1868 (хорв. Hrvatsko-ugarska nagodba або просто Nagodba, угор. Horvát–magyar kiegyezés, нім. Kroatisch-Ungarischer Ausgleich) — акт, що визначив становище Хорватії та Славонії у складі угорського королівства як частини дуалістичної Австро-Угорської монархії. Затверджена імператором Францом Йосипом 12 листопада 1868 року. Встановила прикритий парламентськими формами режим угорського домінування над Хорватією та Славонією.
Угода виходила із принципу неподільності угорського королівства. Хорватія та Славонія посилали до нижньої палати парламенту угорської частини Австро-Угорщини депутатів із числа депутатів Сабору для участі у розгляді справ, що стосувалися їхніх земель, та 2 особи до палати магнатів. Із цих осіб парламент включав 5 людей до складу так званої Угорської делегації для періодичного розгляду загальноімперських проблем. Хорватія та Славонія зберігали автономію внутрішнього управління, юстиції (у тому числі Верховний суд), а також у справах освіти та церкви.
Питання фінансів та економіки були прерогативою уряду Угорського королівства. Закони, що ухвалював Сабор, набирали чинності після затвердження імператором. Офіційною мовою в Хорватії та Славонії визнавалася хорватська, автономна влада належала Сабору, в обранні якого могло брати участь близько 6-7 % дорослого чоловічого населення, і місцевому уряду (Zemaljska vlada) на чолі з баном, що призначався імператором за поданням глави уряду угорського короля — фактичним виконавцем волі правлячих кіл королівства.
В уряді Угорського королівства хорватськими справами відав спеціальний міністр. Право скликання та розпуску Сабору належало імператору. На місцеві витрати Хорватії та Славонії відпускалося 2,2 млн форинтів (з 1873 — 45 % податкових коштів, зібраних у цих землях). Хорватсько-угорська угода викликала активні протести хорватського народу (повстання граничарів у Раковиці в 1871, масові народні виступи в 1883 та ін.). Незважаючи на обмеженість прав, наданих Хорватії та Славонії угодою, габсбурзька влада в період дії угоди (1868—1918) неодноразово порушувала її.
29 жовтня 1918 хорватський Сабор оголосив про розрив угоди у зв'язку з виходом Хорватії з Австро-Угорщини та приєднання до Держави словенців, хорватів та сербів.